# Heinkel He P.1079

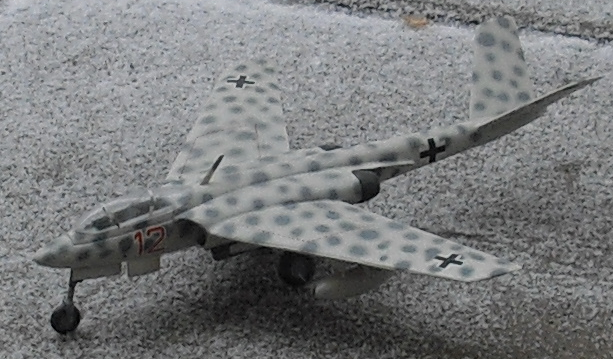
model van de Heinkel He P.1079A

De He P.1079 was een project voor een jachtvliegtuig, nachtjager en Zerstörer dat in 1945 werd ontwikkeld door de Duitse vliegtuigbouwer Heinkel.

## Ontwikkeling
Het project stond onder leiding van Dipl-Ing Siegfried Günter, die samenwerkte met Dipl-Ing Hohbach en Dipl-Ing Eichner. Het was tevens een van de laatste projecten die door Heinkel te Wenen-Schwechat werden opgezet voordat het complex op 27 april 1945 door de Amerikanen werd bezet.

## Uitvoeringen

#### Heinkel He P.1079A
Dit was een ontwerp voor een nachtjager. Het was een van de uiteindelijk vijf ontwerpen voor dit project. De vleugels waren in het midden van de rompzijkant geplaatst. Ze waren voorzien van een pijlstand van 35 graden. De twee Heinkel He S 011 of Junkers Jumo 004B straalmotoren waren in de vleugelwortels ingebouwd. De luchtinlaten bevonden zich aan de zijkant van de romp. De cockpit was in de rompneus geplaatst. De bemanning bestond uit twee man en deze zaten rug aan rug. Er was een V-vormige staartsectie geplaatst. Ook deze was van een pijlstand voorzien. De bewapening was in de onderkant van de rompneus aangebracht en bestond uit vier 30 mm MK108 kanonnen. Er was voor een neuswiel landingsgestel gekozen. Het hoofdlandingsgestel werd voorwaarts in de romponderkant opgetrokken, het neuswiel achterwaarts in de rompneus.

##### Technische specificaties
Afmetingen:
- Spanwijdte: 13 m.
- Lengte: 14,25 m.

Prestaties:
- Maximumsnelheid: 950 km/uur.

#### Heinkel He P.1079B/I
Dit was het tweede ontwerp voor het P.1079 project. Het was een ontwerp voor een Zerstörer en ontwikkeld als een vliegende vleugel. Op de vleugel was een meeuwenvorm toegepast. De vleugels hadden nu een pijlstand van 45 graden. Er was een groot richtingsroer aangebracht. Ook hier waren de twee Heinkel He S 011 straalmotoren in de vleugelwortels geplaatst. De bewapening bestond uit vier 30 mm MK108 kanonnen die in de onderkant van de rompneus waren aangebracht. Het neuswiel werd achterwaarts in de rompneus opgetrokken, het hoofdlandingsgestel voorwaarts in de romponderkant.

##### Technische specificaties
Afmetingen:
- Spanwijdte: 13 m.
- Lengte: 9 m.

Prestaties:
- Maximumsnelheid: 1.015 km/uur.

#### Heinkel He P.1079B/II
Dit was het tweede ontwerp (Entwurf II) voor de He P.1079B jachtvliegtuig. Deze keer had men de vleugels van een grotere pijlstand voorzien. Er waren zes brandstoftanks in de vleugels aangebracht. De vleugels waren ook deze keer weer voorzien van een meeuwenvorm. Tevens waren de luchtinlaten voor de straalmotoren in de vleugelvoorrand aangebracht. De motoren waren Heinkel He S 011 straalmotoren. De bemanning van twee man zat rug aan rug in de cockpit die in de rompneus was geplaatst. De bewapening bestond uit vier 30 mm MK108 kanonnen die in de onderkant van de rompneus was geplaatst. Er was voor een neuswiel landingsgestel gekozen waarvan het hoofdlandingsgestel in de romponderkant en het neuswiel achterwaarts in de rompneus werd opgetrokken.

##### Technische specificaties
Afmetingen:
- Spanwijdte: 13,13 m.
- Lengte: 9,48 m.

Prestaties:
- Maximumsnelheid: 1.015 km/uur.

Van de overige ontwerpen zijn geen gegevens bekend, buiten dat de vleugels een pijlstand hadden van 35 graden. Men weet alleen dat de ontwerpen zijn gemaakt.